# Sepins
Sepins ist ein Ort und eine ehemalige Gemeinde (Freguesia) im portugiesischen Kreis Cantanhede. Die Gemeinde hatte 1076 Einwohner (Stand 30. Juni 2011).
Am 29. September 2013 wurden die Gemeinden Sepins und Bolho zur neuen Gemeinde União das Freguesias de Sepins e Bolho zusammengeschlossen. Sepins ist Sitz dieser neu gebildeten Gemeinde.